# V edinom stroju
V edinom stroju (en rus: В едином строю, literalment: «Baix un mateix sistema»; xinès simplificat: 风从东方来, pinyin: Fēng Cóng Dōngfāng Lái, literalment Vent provinent de l'est) és un llargmetratge de coproducció sinosoviètica, filmat el 1957 i estrenat el 1959 sota la direcció d'Efim Dzigan i Sue Wei Gang.

## Trama
La pel·lícula conta una ajuda de cooperació internacional entre l'URSS i la Xina comunista.
A la construcció d'una central hidroelèctrica a la Xina, es retroben dos vells amics, Matveyev i Wang Demin, que es van conéixer als primers subbotniks comunistes de l'URSS. La construcció es realitza en condicions molt difícils en un riu molt cabalós que posa en perill el futur de l'obra. La trama vol representar els esforços dels treballadors d'ambdós països.